# 리안리

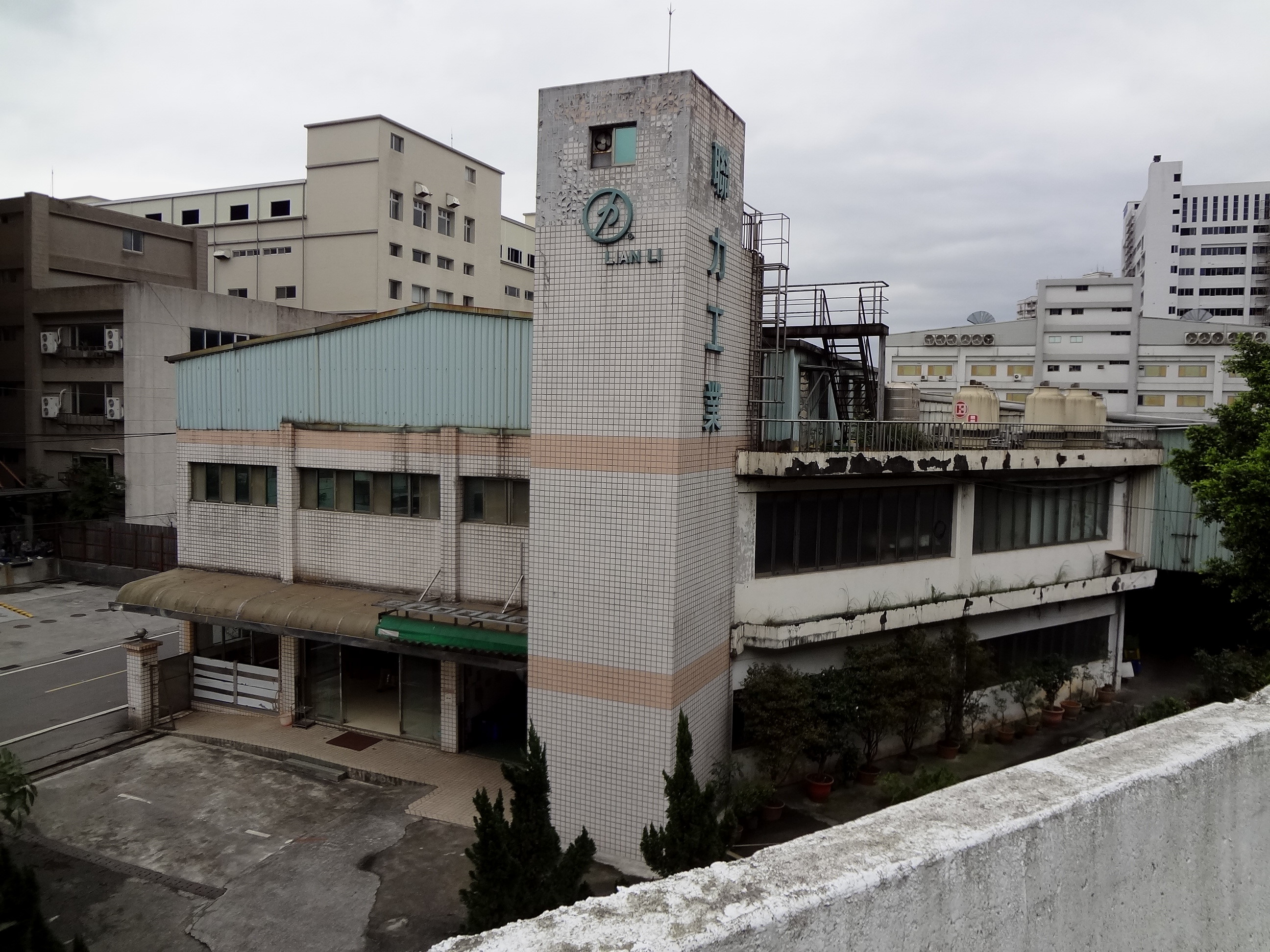
리안리 공장과 옛 본사.

리안리 인더스트리얼(Lian Li Industrial Co., Ltd., 중국어: 聯力工業股份有限公司)은 타이완의 컴퓨터 케이스, 액세서리 제조업체이다.
이 기업은 타이완 최대의 알루미늄 컴퓨터 케이스의 제조업체 중 하나이며 프리미엄 애프터마켓 컴퓨터 케이스 산업에서 세계 주요 경쟁사이기도 하다.

## 역사
리안리 인더스트리얼은 1983년 설립되었으며 타이완 지룽시에 기반을 두고 있다. 본사는 지룽시 류두공업단지(六堵工業區)에 있다.

## 자회사 브랜드
2009년 리안리는 자회사로서 랜쿨(LanCool)을 런칭하여 가격 절감 노력으로 자사의 시그너처 알루미늄 없는 케이스를 생산한다. 이 케이스들은 툴리스(tool-less) 아키텍처를 갖추고 있으며 게이머와 PC 열정가들을 대상으로 한다.

## 같이 보기
- 안텍